# Xarlung (häradshuvudort i Kina, Tibet Autonomous Region, lat 29,90, long 93,30)
Xarlung (kinesiska: Xialong, 峡龙, Gongbujiangda Xian, 工布江达县) är en häradshuvudort i Kina. Den ligger i den autonoma regionen Tibet, i den sydvästra delen av landet, omkring 210 kilometer öster om regionhuvudstaden Lhasa. Antalet invånare är 29 929. Befolkningen består av 14 868 kvinnor och 15 061 män. Barn under 15 år utgör 26,0 %, vuxna 15-64 år 69 %, och äldre över 65 år 4,0 %.
Runt Xarlung är det mycket glesbefolkat, med 2 invånare per kvadratkilometer. Det finns inga andra samhällen i närheten. Trakten runt Xarlung består i huvudsak av gräsmarker.
Genomsnittlig årsnederbörd är 1 339 millimeter. Den regnigaste månaden är juni, med i genomsnitt 325 mm nederbörd, och den torraste är november, med 3 mm nederbörd.